# Socjalistyczna Partia Ludowa (Dania)
Socjalistyczna Partia Ludowa (duń. Socialistisk Folkeparti, SF) – duńska zielono-socjalistyczna partia polityczna.
Została założona w 1959 w Hvidovre przez Aksela Larsena, który wystąpił z Duńskiej Partii Komunistycznej, motywując to protestem przeciwko inwazji wojsk ZSRR podczas powstania węgierskiego w 1956.
Socjalistyczna Partia Ludowa jest członkiem Sojuszu Nordyckiej Zielonej Lewicy i obserwatorem Europejskiej Partii Zielonych.

## Przewodniczący
- Aksel Larsen (1959–1968)
- Sigurd Ømann (1968–1974)
- Gert Petersen (1974–1991)
- Holger K. Nielsen (1991–2005)
- Villy Søvndal (2005–2012)
- Annette Vilhelmsen (2012–2014)
- Pia Olsen Dyhr (od 2014)